# Prišnjak (Murter)
Koordinati:   43°49′35″N, 15°33′35″E
Prišnjak je majhen nenaseljen otoček v Jadranskem morju. Pripada Hrvaški.
Prišnjak, na katerem stoji svetilnik, leži 0,3 km zahodno od severozahodnega dela otoka Murter. Površina otočka meri 0,065 km². Dolžina obalnega pasu je 1,01 km.
Iz pomorske karte je razvidno, da svetilnik, ki stoji na skrajni jugozahodni točki otočka, oddaja svetlobni signal: B Bl(3) 10s. Nazivni domet svetilnika je 9 milj.